# 雅西理工足球會
雅西理工足球會（FC Politehnica Iași）是羅馬尼亞的一家足球俱樂部，主場位於雅西。球隊參加羅馬尼亞足球甲級聯賽的賽事。

## 外部連結
- CS Municipal Studenţesc Iaşi official website
- CS Municipal Studenţesc Iaşi （页面存档备份，存于） at Soccerway.com